# عبدالملک بن رفاعه
عبدالملک بن رفاعه (انگلیسی: Abd al-Malik ibn Rifa'a al-Fahmi; درگذشته ۷۲۷) فرمانروای مصر در دوران خلافت اموی بود.